# GP Lugano 2011
De GP Lugano 2011 (Italiaans: Gran Premio Città di Lugano 2011) was de 65e editie van deze wielerwedstrijd. De koers werd op 27 februari verreden en maakte deel uit van de UCI Europe Tour als een 1.1 wedstrijd.
Winnaar werd Ivan Basso, die de sprint won van Fabio Duarte. Giovanni Visconti werd derde, hij won de sprint van de achtervolgende groep.
| Gran Premio Città di Lugano 2011 |                   |                            |          |
| Plaats                           | Naam              | Ploeg                      | Tijd     |
| Winnaar                          | Ivan Basso        | Liquigas-Cannondale        | 4u23'04" |
| 2                                | Fabio Duarte      | Geox-TMC                   | z.t.     |
| 3                                | Giovanni Visconti | Farnese Vini-Neri Sottoli  | + 16"    |
| 4                                | Jure Kocjan       | Team Type 1                | z.t.     |
| 5                                | Leonardo Duque    | Cofidis                    | z.t.     |
| 6                                | Fortunato Baliani | D'Angelo & Antenucci-Nippo | z.t.     |
| 7                                | Rinaldo Nocentini | AG2R-La Mondiale           | z.t.     |
| 8                                | Alexander Efimkin | Team Type 1                | z.t.     |
| 9                                | Mauro Finetto     | Liquigas-Cannondale        | z.t.     |
| 10                               | David Blanco      | Geox-TMC                   | z.t.     |

1981 · 
1982 · 
1983 · 
1984 · 
1985 · 
1986 ·  
1987 · 
1988 · 
1989 · 
1990 · 
1991 · 
1992 · 
1993 · 
1994 · 
1995 · 
1996 · 
1997 · 
1998 · 
1999 · 
2000 ·
2001 ·
2002 ·
2003 ·
2004 ·
2005 ·
2006 ·
2007 ·
2008 ·
2009 ·
2010 ·
2011 ·
2012 ·
2013 ·
2014 ·
2015 ·
2016 ·
2017 ·
2018 ·
2019 ·
2020 ·
2021 ·
2022 ·
2023 ·